# Condado de Twiggs
O Condado de Twiggs é um dos 159 condados do Estado americano de Geórgia. A sede do condado é Jeffersonville, e sua maior cidade é Jeffersonville. O condado possui uma área de 940 km², uma população de 10 590 habitantes, e uma densidade populacional de 11 hab/km² (segundo o censo nacional de 2000). O condado foi fundado em 14 de dezembro de 1809.